# Fink’s Sunday Night Blues Club, Vol. 1
Fink’s Sunday Night Blues Club, Vol. 1 – album studyjny brytyjskiego muzyka i wokalisty Finka. Wydawnictwo ukazało się 10 marca 2017 roku nakładem wytwórni muzycznej R’COUP’D. Na pierwszy singel promujący wydawnictwo wybrano utwór „Boneyard”, do którego nakręcono teledysk w reżyserii Brahma van der Hoevena oraz Boba van de Gronde.
Do współpracy przy albumie zaproszono Davida Shirleya oraz Colina Stetsona. Za ostateczne brzmienie albumu wraz z Finkiem odpowiada brytyjski producent muzyczny Flood. Fink podkreśla, iż płyta to wyraz miłości do bluesa:

Muzyka Johna Lee Hookera, T-Bone Walkera i Chuck Berry’ego od zawsze do mnie przemawiała. Wydaje się, że napisanie blues’owego utworu jest łatwe, ale tak nie jest. Stworzenie oryginalnego blues’a jest czymś więcej niż kopiowaniem.

Wydawnictwo wydano na płycie gramofonowej, płycie kompaktowej oraz w formacie digital download.
Album uplasował się na 73. miejscu zestawienia Ultratop 200 Albums w Regionie Walońskim oraz 53. pozycji notowania Ultratop 200 Albums w Regionie Flamandzkim w Belgii. Dotarł również do 53. miejsca zestawienia Album Top 100 prowadzonego przez MegaCharts w Holandii, a także do 59. pozycji na liście Alben Top 100 publikowanej przez Hitparade.ch w Szwajcarii.

## Lista utworów
Opracowano na podstawie materiału źródłowego.
| Nr | Tytuł utworu            | Długość |
| -- | ----------------------- | ------- |
| 1. | „Cold Feet”             | 5:25    |
| 2. | „She Was Right”         | 5:10    |
| 3. | „Little Bump”           | 4:54    |
| 4. | „Boneyard”              | 5:28    |
| 5. | „Hard to See You Happy” | 4:31    |
| 6. | „Keep Myself Alone Now” | 3:29    |
| 7. | „Hour Golden”           | 5:11    |
| 8. | „Black Curls”           | 7:35    |
|    |                         | 41:43   |

## Przyjęcie albumu
Album spotkał się zarówno z pozytywnymi, jak i negatywnymi recenzjami. Matthew Wright z The Arts Desk przyznał wydawnictwu zaledwie dwa na pięć punktów. Znacznie wyżej oceniła album Zuzanna Janicka z portalu AllAboutMusic.pl, przyznając mu notę 8 w 10-punktowej skali. Gazeta Wyborcza 13 marca 2017 roku nazwała wydawnictwo płytą dnia podkreślając, że Fink jest najlepszym przykładem na istnieje bluesa w XXI wieku. Recenzent dziennika Robert Sankowski powiedział o albumie:

To zupełnie inna historia. Opowiedziana niesłychanie oszczędnie, nieomal intymna, surowa w produkcji, wprowadzająca słuchacza w trans, tworząca wyjątkową więź, skupiona na klimacie, a nie efektownie wybrzmiewających melodiach. Bluesowe motywy i riffy grane przez podstawowy zestaw instrumentów czasem wzbogacają przesterowane elektroniczne basy, czasem – ukryty w tle powtarzający jakiś motyw saksofon. Równie łatwo otrzeć się tu o elektronikę jak o dźwięki sfuzzowanej harmonijki ustnej czy gitary slide godnej nagrań Johna Lee Hookera.